# Louis de Loménie
Louis-Léonard de Loménie (3 de desembre de 1815 - 2 d'abril de 1878) va ser un erudit i assagista francès. És conegut sobretot per la seva biografia de Beaumarchais, i també va editar les obres completes d'aquest autor.
Després d'haver fet els seus estudis a Avinyó, es va donar a conèixer per una notable sèrie d'estudis biogràfics, Galèria de contemporaines illustres, per un homme de rien (1840/47, a 10 vol.), que va cridar l'atenció del públic i de la crítica, no sols per l'exactitud de les dades, sinó també per la manera imparcial de tractar els assumptes. En 1845, Jean-Jacques Ampère el va triar per a suplent de la càtedra de literatura del Col·legi de França, que va exercir en propietat des de 1864. També havia estat repetidor el 1849 i professor de l'Escola Politècnica el 1862, i el 1870 va succeir a Prosper Mérimée a l'Acadèmia Francesa.
Col·laborà en la Presse i en la Revue des Deux Mondes, i va escriure, a més de la citada, les obres següents: Beaumarchais et son temps (París, 1855), Le Roman sous Louis XIII, La comtesse de Rochefort et ses amis (1870), Esquisses historiques et littéraires (1879 i 1889/91).